# Oporto Challenger 1990
L'Oporto Challenger 1990 è stato un torneo di tennis facente parte della categoria ATP Challenger Series nell'ambito dell'ATP Challenger Series 1990. Il montepremi del torneo era di $100 000 ed esso si è svolto nella settimana tra il 16 aprile e il 22 aprile 1990 su campi in terra rossa. Il torneo si è giocato a Porto in Portogallo.

## Vincitori

### Singolare
Mark Koevermans ha sconfitto in finale  Franco Davín con il punteggio di 6–3, 6–3.

### Doppio
Eduardo Bengoechea /  Christian Miniussi hanno sconfitto in finale  José Manuel Clavet /  Francisco Roig con il punteggio di 6–0, 6–3.